# U-1058
U-1058 — средняя немецкая подводная лодка типа VIIC времён Второй мировой войны.

## История
Заказ на постройку субмарины был отдан 5 июня 1941 года. Лодка была заложена 2 августа 1943 года на верфи «Германиаверфт» в Киле под строительным номером 692, спущена на воду 11 мая 1944 года. Лодка вошла в строй 10 июня 1944 года под командованием оберлейтенанта Германа Брудера.

### Флотилии
- 10 июня 1944 года — 31 декабря 1944 года — 5-я флотилия (учебная)
- 1 января 1945 года — 8 мая 1945 года — 11-я флотилия

### История службы

#### В составе кригсмарине
Лодка совершила 2 боевых похода. Успехов не достигла. Капитулировала в Лох-Эриболл, Шотландия, 10 мая 1945 года. U-1058 в отличие от большинства своих товарок избежала уничтожения в рамках операции «Дэдлайт».

#### В составе ВМФ СССР
5 ноября 1945 года была передана Советскому Союзу и зачислена в списки ВМФ СССР, в январе 1946 года принята экипажем, вошла в состав Краснознамённого Балтийского Флота. 13 февраля 1946 года переименована в Н-23. С 25 февраля 1946 года по 4 января 1956 года входила в состав 8-го ВМФ. 12 января 1949 года отнесена к подклассу средних ПЛ, с 9 июня 1949 года получила обозначение С-82. 29 декабря 1955 года выведена из боевого состава, разооружена, 18 января 1956 года переименована в ПЗС-32 и поставлена на прикол. Исключена из списков судов ВМФ СССР в связи со сдачей в ОФИ для демонтажа и реализации 25 марта 1958 года, расформирована 1 октября 1958 года.
Эта лодка была оснащена шноркелем.

#### Дальнейшая история
В 2019 году остатки подлодки были найдены к западу от эстонского острова Вилсанди, на глубине 97-98 метров. При этом носовая часть находится примерно в 50 метрах от кормы. По словам советника Совета по охране культурного наследия Эстонии Майли Ройо корабль был взорван и затоплен советской армией на глубине почти 100 метров в Балтийском море после снятия с него оборудования. После изучения остатков судна, были отсканированы трёхмерные модели носовой и кормовой частей затонувшей U-1058. 